# Aldo Adorno
Aldo Adorno, właśc. Aldo Osmar Adorno Mor (ur. 8 kwietnia 1982 w Borja) – paragwajski piłkarz, grający na pozycji napastnika.

## Kariera piłkarska

### Kariera klubowa
W 1998 zadebiutował w klubie Sportivo Luqueño, a w 2000 wyjechał do Meksyku, gdzie bronił barw klubów CD Irapuato i Cruz Azul. W 2002 powrócił do ojczyzny, gdzie został piłkarzem Sol de América. Latem 2003 przeszedł do izraelskiego Maccabi Tel Awiw. Następnie po roku przeniósł się do Hiszpanii, gdzie grał w klubach UD Almería i CD Baza. W 2006 przeszedł do cypryjskiego Enosis Neon Paralimni. Potem występował w klubach AEK Larnaka, Apollon Limassol i APOEL FC. 10 września 2014 zasilił skład ukraińskiego Metałurha Donieck. Na początku 2015 przeszedł do cypryjskiego Ermis Aradippou.

## Sukcesy i odznaczenia

### Sukcesy klubowe
- mistrz Cypru: 2013, 2014
- zdobywca Pucharu Cypru: 2010, 2014
- zdobywca Superpucharu Cypru: 2011, 2013